# Торнхилл, Джеймс
Сэр Дже́ймс То́рнхилл (англ. James Thornhill; 25 июля 1675, Мелкомб Реджис, Уэймут, Дорсет, Королевство Англия (позднее Королевство Великобритания) — 13 мая 1734, там же) — английский живописец-декоратор, рисовальщик, книжный иллюстратор и гравёр в технике офорта. Член Лондонского королевского общества (с 1723 года); выдающийся мастер декоративной живописи позднего английского барокко времени правления королевы Анны.

## Биография

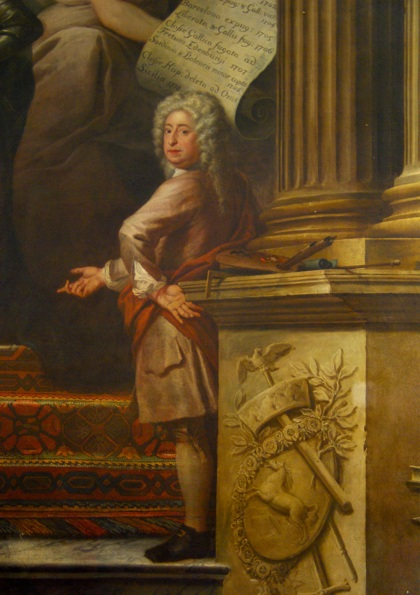
Автопортрет. Деталь росписи Гринвичского морского госпиталя

Джеймс Торнхилл родился в Мелкомб-Реджисе, Дорсет, в семье Уолтера Торнхилла и Мэри, старшей дочери полковника Уильяма Сиденхэма, губернатора Веймута. В 1689 году он поступил в ученики к Томасу Хаймору (Thomas Highmore, 1660—1720), специалисту по орнаментальной росписи. Он также многому научился у Антонио Веррио и Луи Лагерра, двух выдающихся зарубежных художников, которые тогда работали в Англии. Он закончил своё обучение в 1696 году.
В 1707 году Джеймсу Торнхиллу поручили украсить зал, который ныне называется Расписным залом (Painted Hall) в Старом Королевском военно-морском колледже в Гринвиче. Схема аллегорических настенных и потолочных украшений зала изображает преемственность протестантских английских монархов от Вильгельма III и Марии II до Георга I.
Его самое известное произведение — роспись купола грандиозного собора Святого Павла в Лондоне в технике гризайль (1716—1719). Он был автором иллюстраций, использованных в атласе звёздного неба Atlas Coelestis.
В 1716 году Торнхилл расписал потолок Большого зала в Бленхеймском дворце (Оксфордшир) для Джона Черчилля, 1-го герцога Мальборо, недавно вернувшегося в страну после преследования министерством тори в последние годы правления королевы Анны. Тема: победа герцога в битве при Бленхейме в 1704 году во время войны за испанское наследство.
Его последним крупным заказом была роспись капеллы в Уимпол-холле; он начал работу над предварительными эскизами в 1713 году и закончил роспись к 1724 году. Северная стена расписана квадратурой с четырьмя «статуями» в стиле «trompe-l'œil» (обмана зрения), изображающими Учителей Церкви. Восточная стена над алтарем расписана сценой «Поклонения волхвов».
В 1725 году Торнхилл предложил расписать плафон Новой палаты совета в Гилдхолле в лондонском Сити. Он выполнил роспись бесплатно, но был вознаграждён ценным золотым кубком. Позднее здание было перестроено, но некоторые из картин — «Аллегория Лондона» и и изображения Главных добродетелей сохранились.
В своём родном Дорсете Торнхилл написал алтарную картину в старой церкви Святой Марии на сюжет Тайной вечери. Торнхилл также снискал славу художника- портретиста.

## Академия рисунка
В 1711 году Торнхилл был одним из двенадцати директоров первой в Великобритании художественной школы, созданной живописцем-портретистом Готфридом Кнеллером и известной под именем последнего: «Академия живописи и рисунка Кнеллера» (Kneller Academy of Painting and Drawing). Она располагалась на Грейт-Квин-стрит в Лондоне. В 1716 году Торнхилл сменил Кнеллера в должности преподавателя. Затем, в 1720 году, он основал собственную частную школу рисования в Ковент-Гардене, но вскоре она закрылась. В ноябре 1724 года Торнхилл предпринял вторую, более успешную попытку основать новую свободную академию в своем частном доме в Ковент-Гардене.
Членом второй академии Торнхилла с самого начала был выдающийся английский художник и теоретик искусства Уильям Хогарт. 23 марта 1729 года он женился на дочери Торнхилла Джейн. Торнхилл был с Хогартом, когда тот отправился в тюрьму Ньюгейт навестить скандальную убийцу Сару Малкольм за несколько дней до её казни, чтобы сделать её портрет.
В 1735 году Хогарт основал в Лондоне собственную «Академию Святого Мартина», официальное название: Академия Сент-Мартинс-Лейн (St Martin’s Lane Academy).

## Признание и влияние
В июне 1718 года король Георг I назначил Торнхилла придворным художником, а 2 мая 1720 года — посвятил в рыцари. Торнхилл стал первым национальным художником, удостоенным рыцарского звания. В том же году Торнхилл стал главой Общества художников (Painters' Company), а в 1723 году — членом Лондонского Королевского общества. Его можно назвать зачинателем английской исторической и портретной живописи.
Исследователи творчества Торнхилла отмечали, что художник работал в типичном «академически-барочном стиле» времени правления королевы Анны с очевидными влияниями французского рококо и венецианской живописи Дж. А. Пеллегрини и С. Риччи. Роспись купола собора Святого Павла в Лондоне в «академическом вкусе» как бы продолжала архитектуру Кристофера Рена, который вначале намеревался украсить внутреннюю поверхность купола мозаиками, но в итоге купол расписал Торнхилл (1716—1719). Восемь композиций изображают эпизоды из жизни Св. Апостола Павла. «Своим эклектизмом роспись уже в то время вызывала критику и даже насмешки».
Дочь Торнхилла — Джейн — в 1729 году вышла замуж за Уильяма Хогарта. Одним из художников, на которого Торнхилл, скорее всего, оказал влияние, был рисовальщик и конструктор математических инструментов Томас Карвитем.

## Галерея

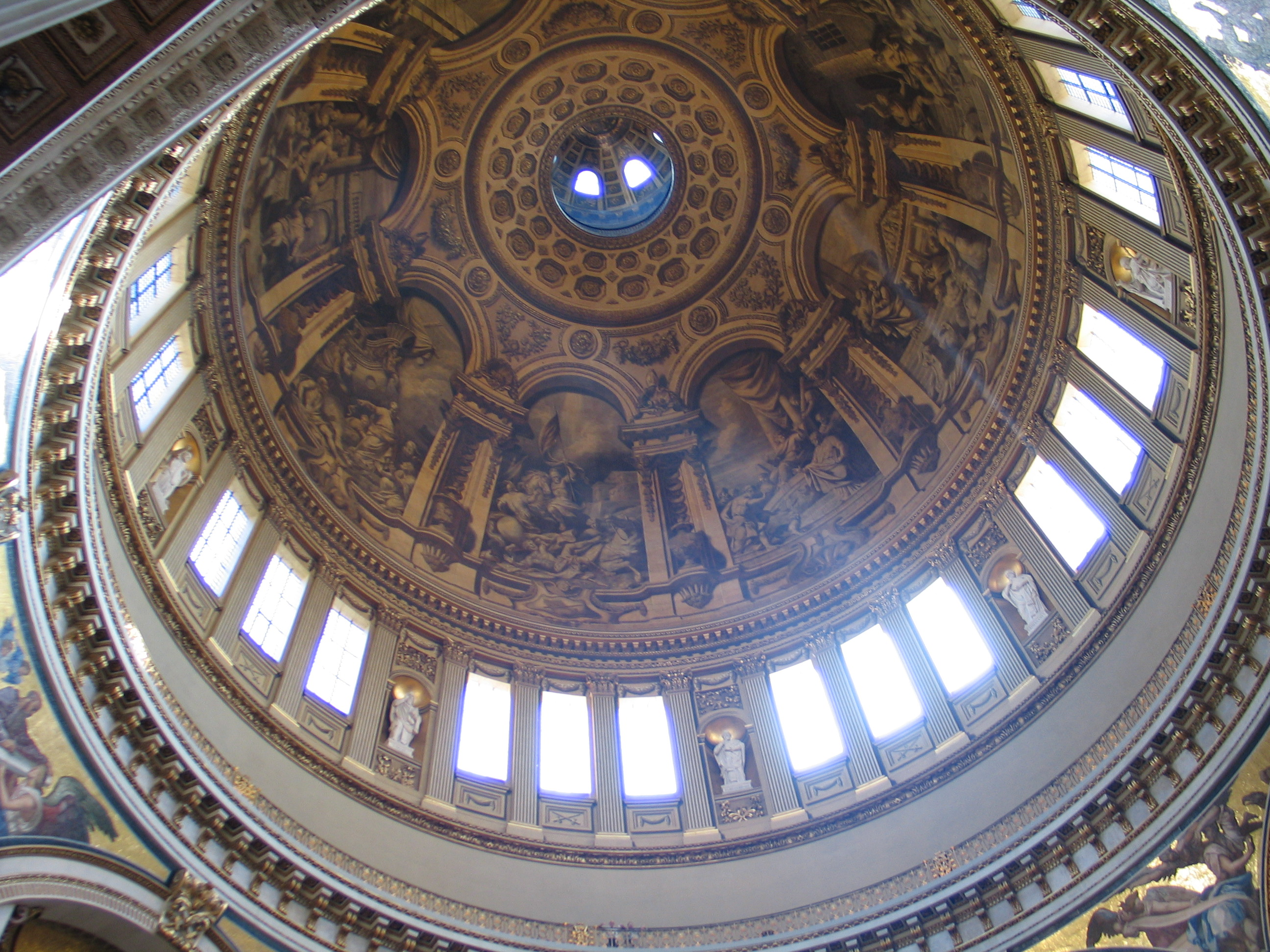
Внутренний вид купола собора Святого Павла в Лондоне. 1716—1719
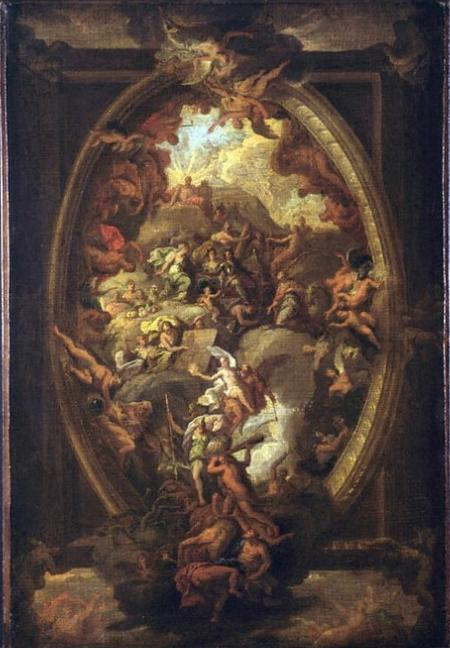
Вильгельм и Мария вручают корону Свободы Европе. Эскиз росписи плафона «Расписного зала» Госпиталя в Гринвиче. Ок. 1710. Музей Виктории и Альберта, Лондон
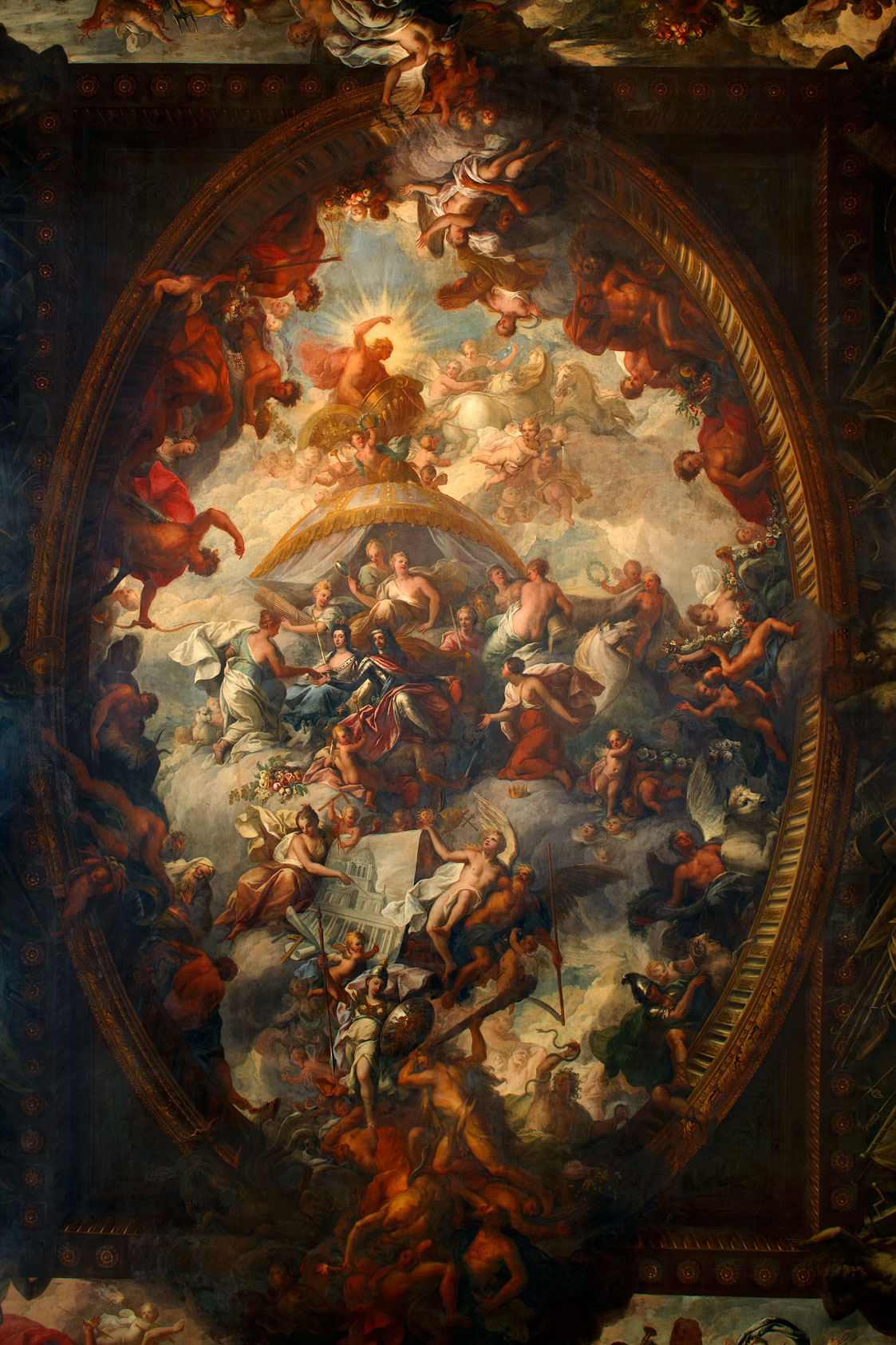
Триумф мира и свободы над тиранией. Роспись плафона нижнего «Расписного зала» в Старом Королевском военно-морском колледже в Гринвиче. Лондон, Англия. 1714
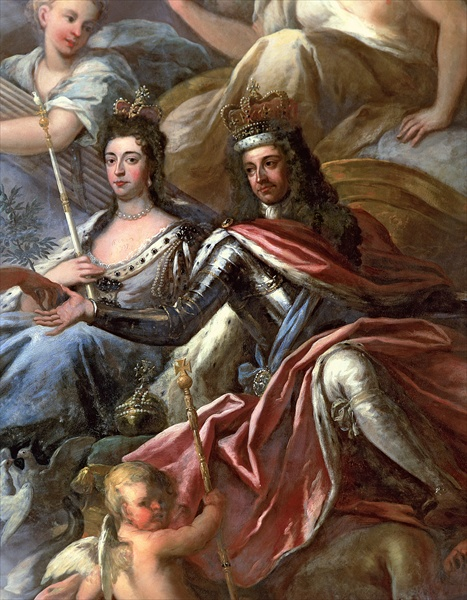
Деталь росписи
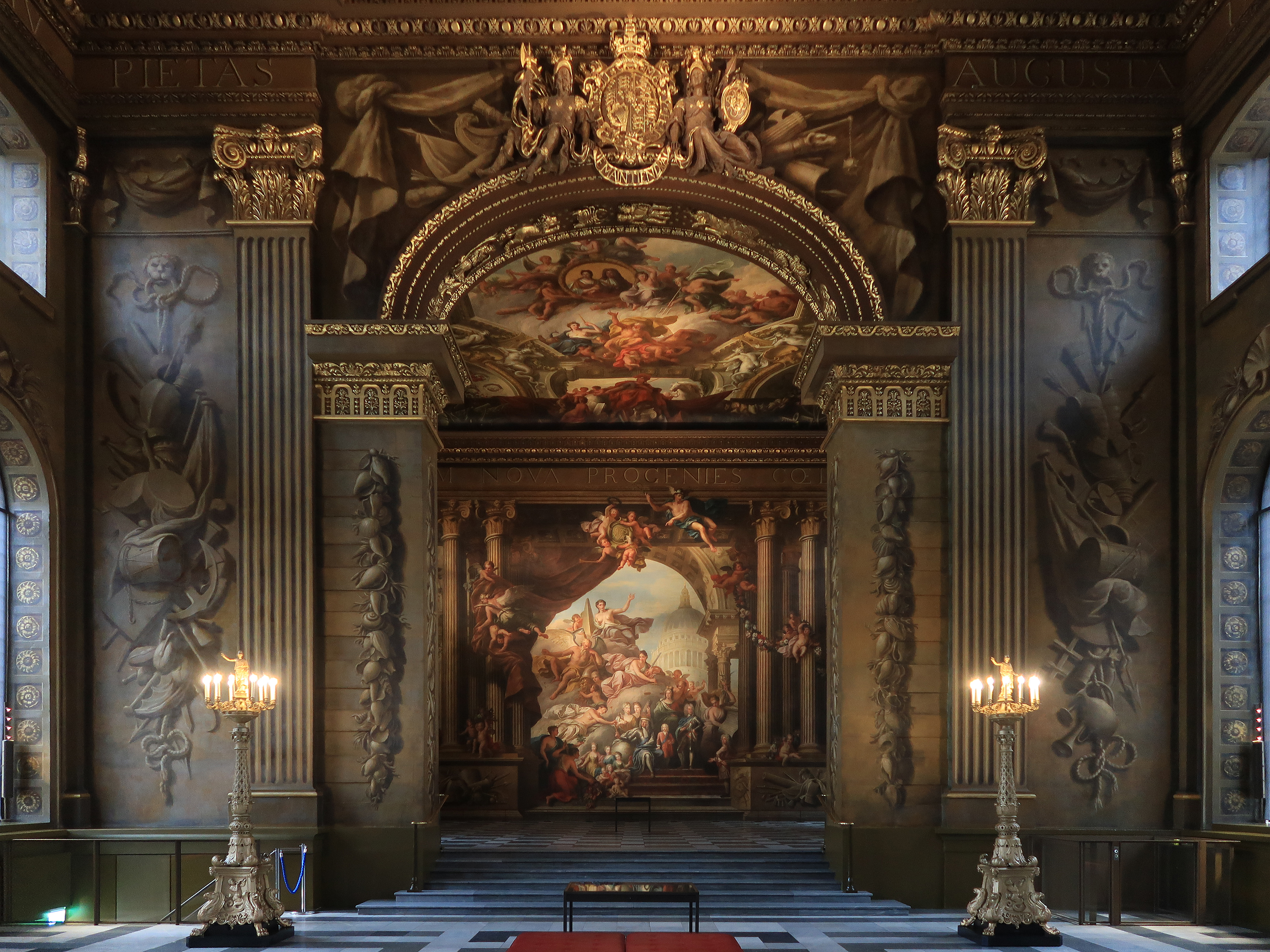
«Расписной зал» в Старом Королевском военно-морском колледже в Гринвиче. Лондон, Англия. 1718–1725
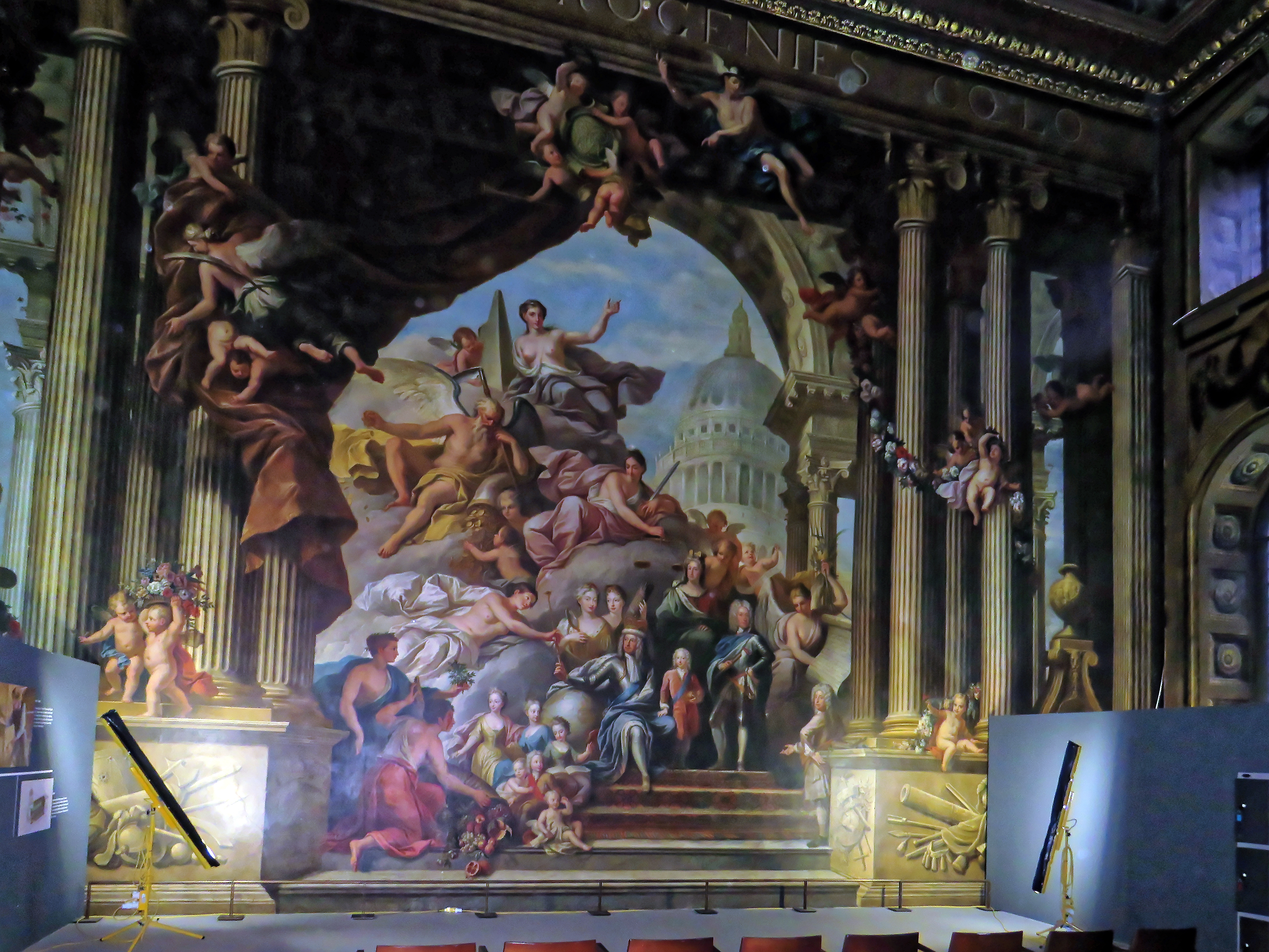
Король Георг I и его семья в окружении аллегорических фигур. Роспись западной стены верхнего «Расписного зала» в Старом Королевском военно-морском колледже в Гринвиче. Лондон, Англия. 1718–1725
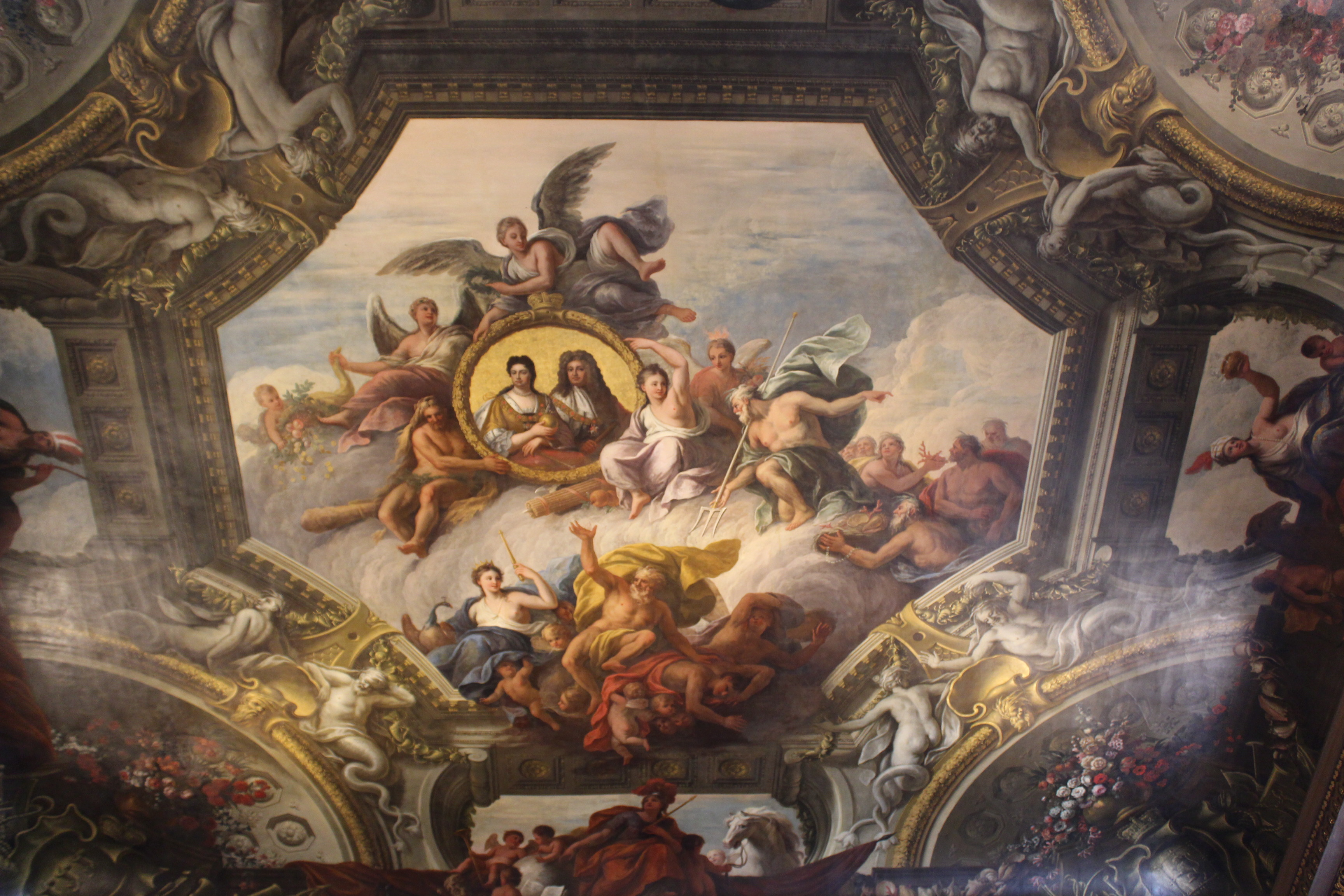
Роспись плафона верхнего «Расписного зала» в Старом Королевском военно-морском колледже в Гринвиче. Лондон, Англия. 1718–1725
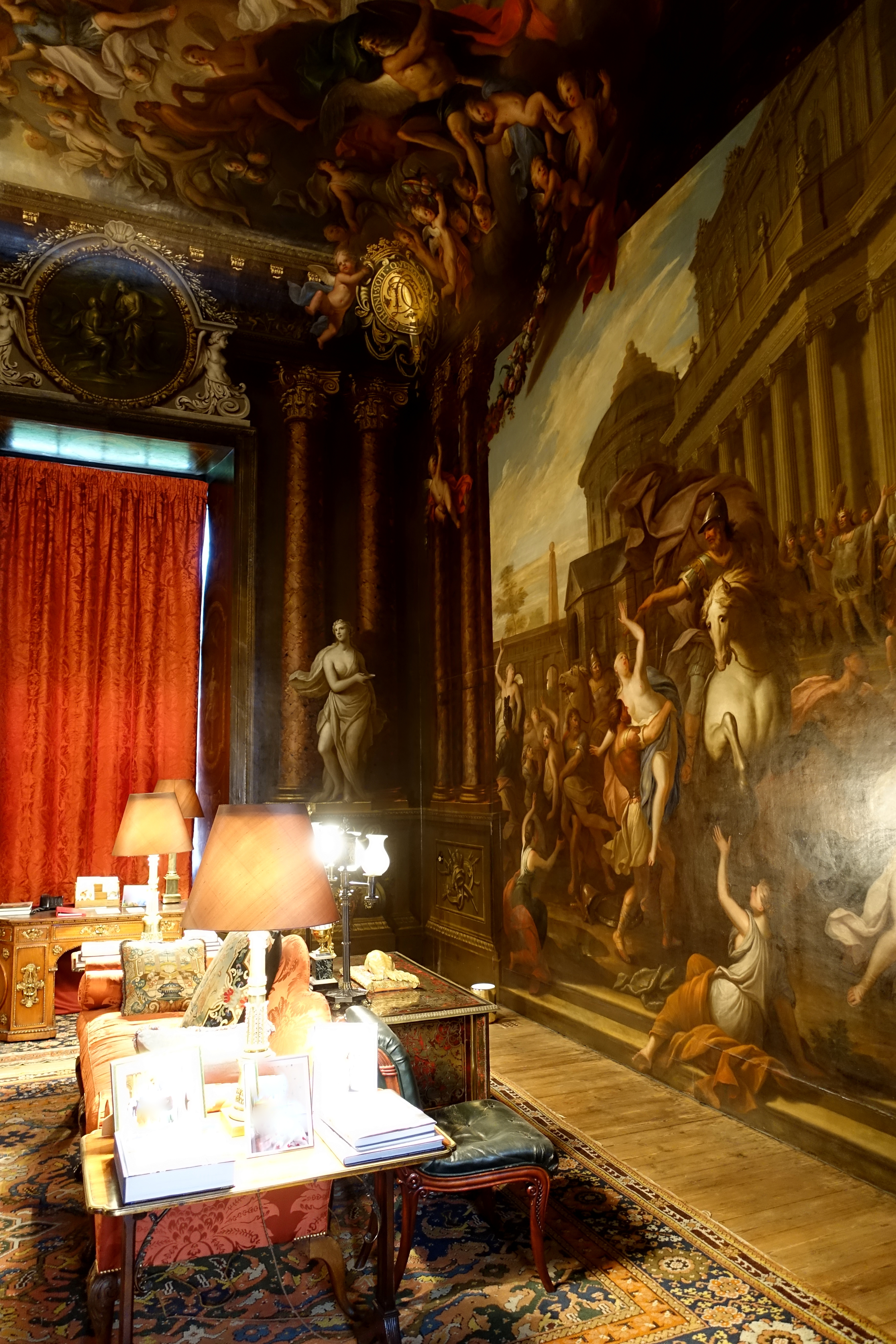
Похищение сабинянок. 1690-е. Роспись антикамеры Чатсуорт-хауса, Дербишир, Англия
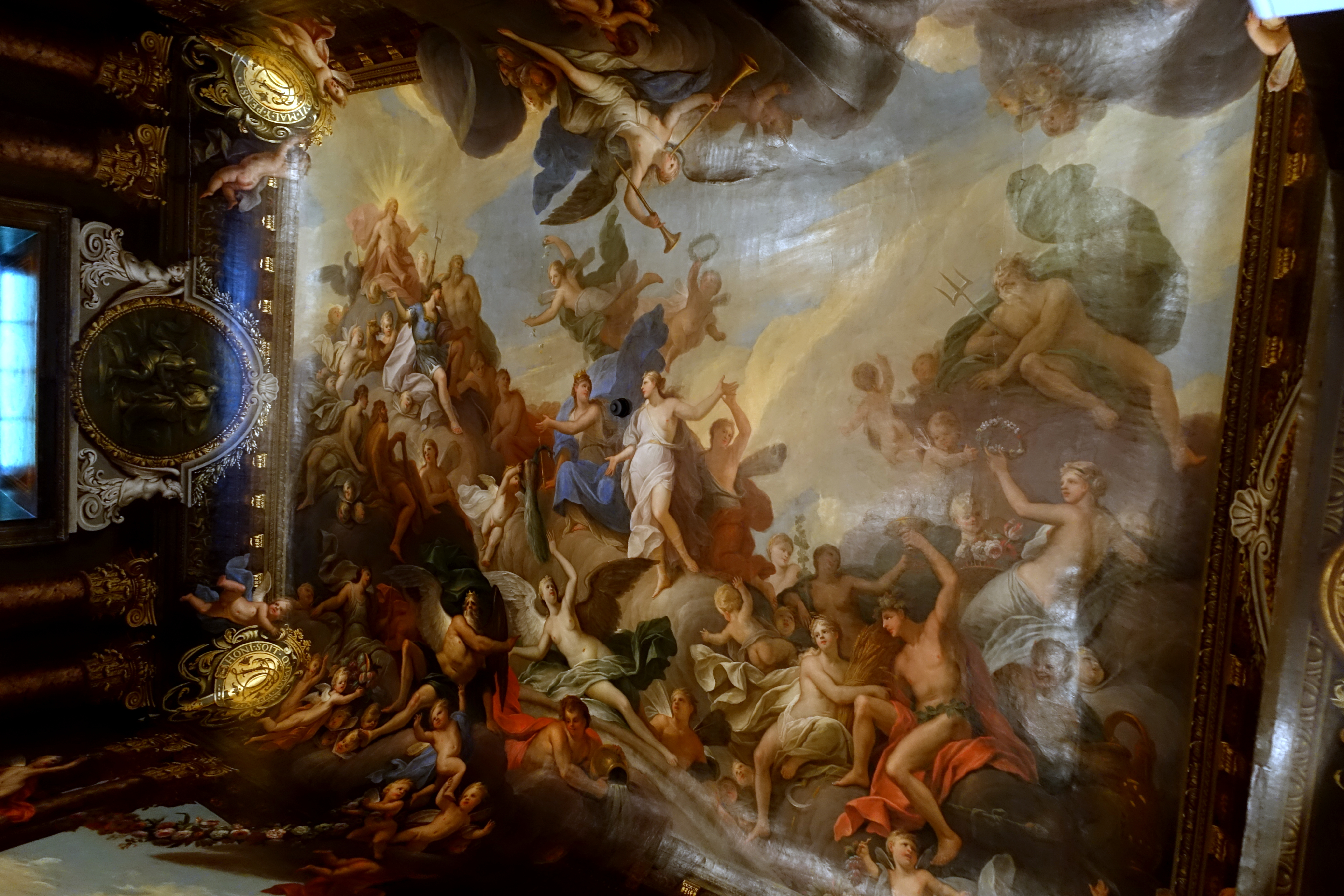
Собрание богов. 1690-е. Роспись антикамеры Чатсуорт-хауса, Дербишир, Англия
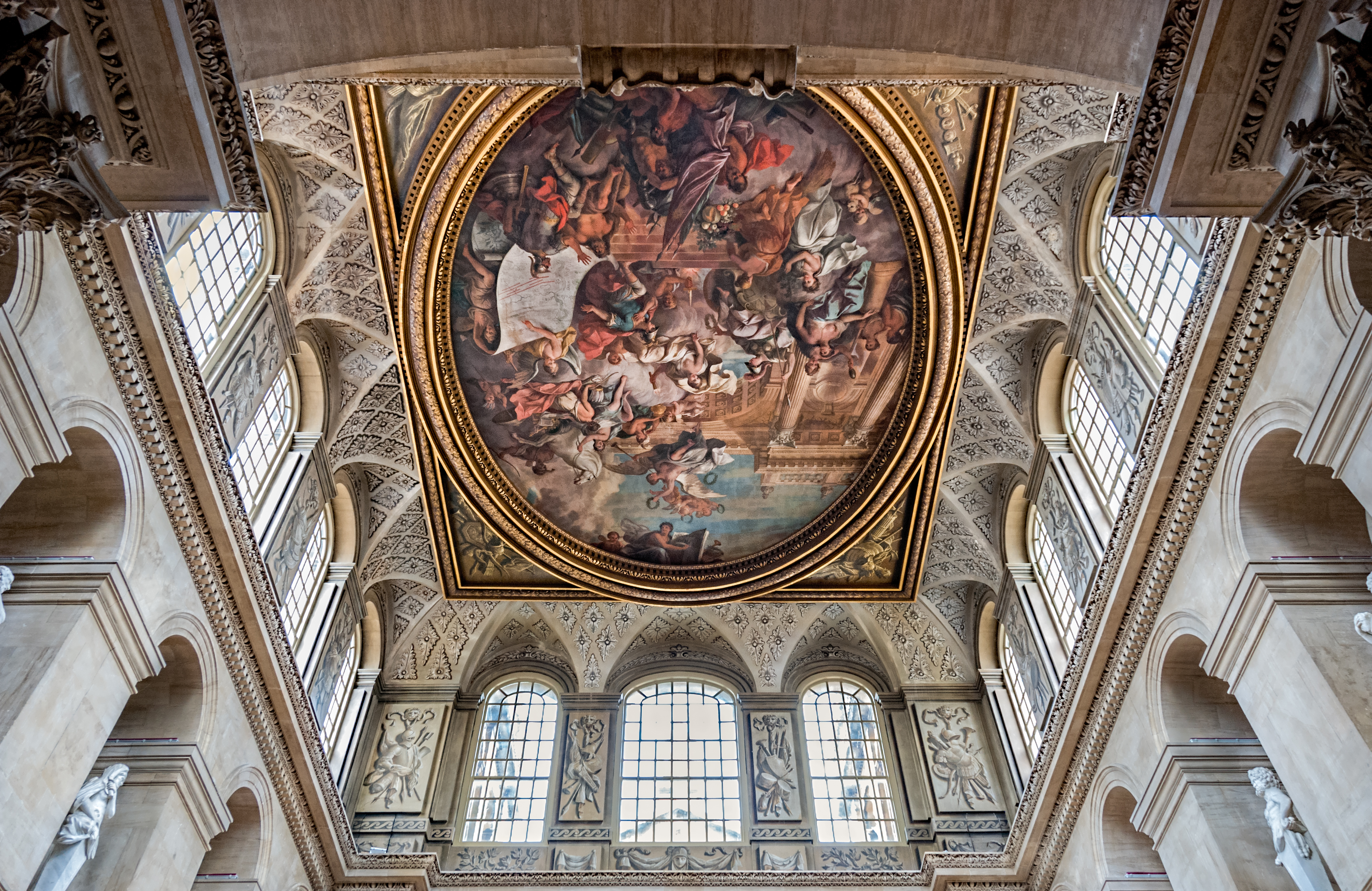
Роспись плафона Большого зала в Бленхеймском дворце, Оксфордшир. 1716
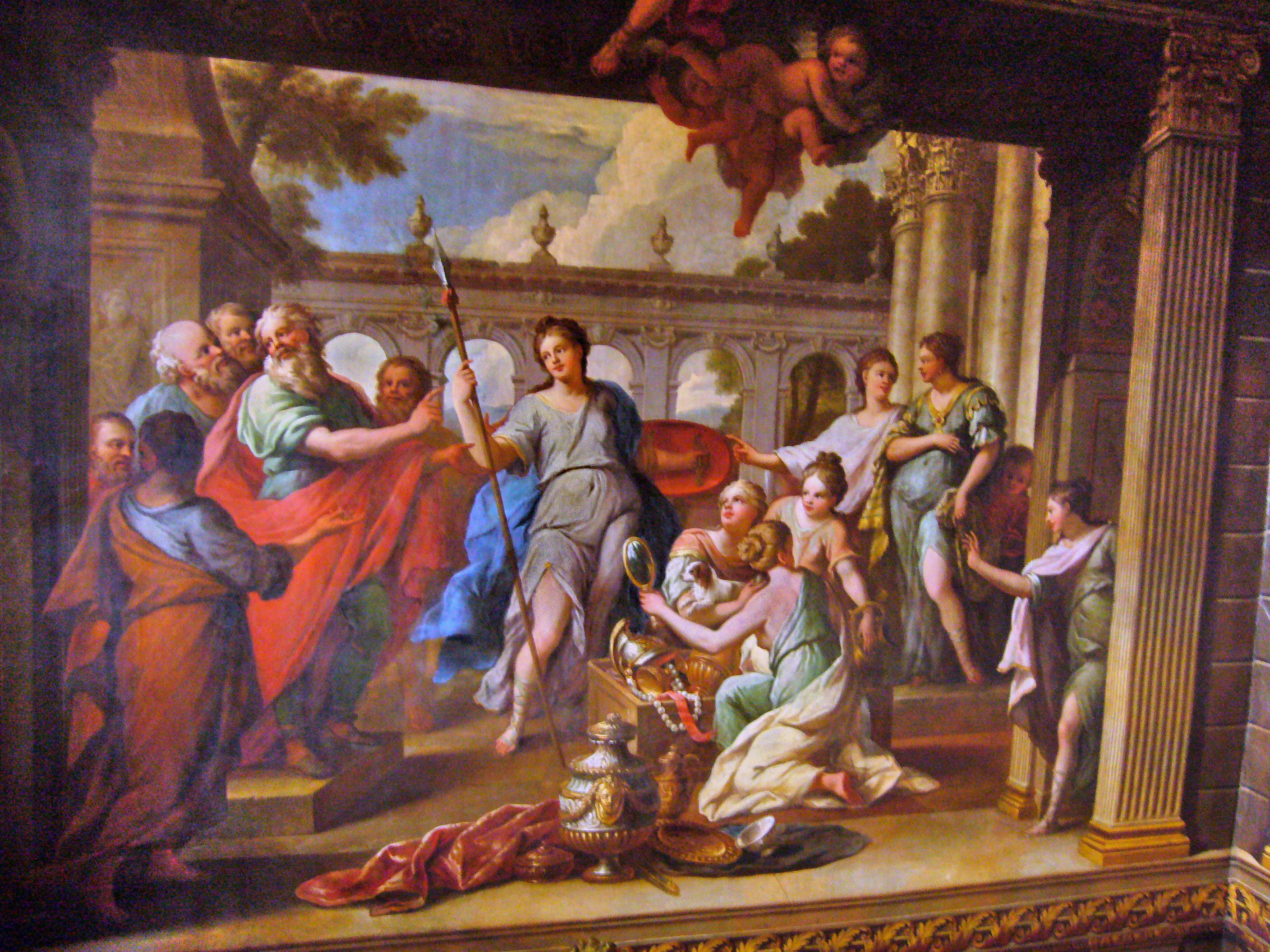
Роспись лестницы в Ханбери-холле. Вустершир, Англия. Ок. 1710